# Paul Di Filippo

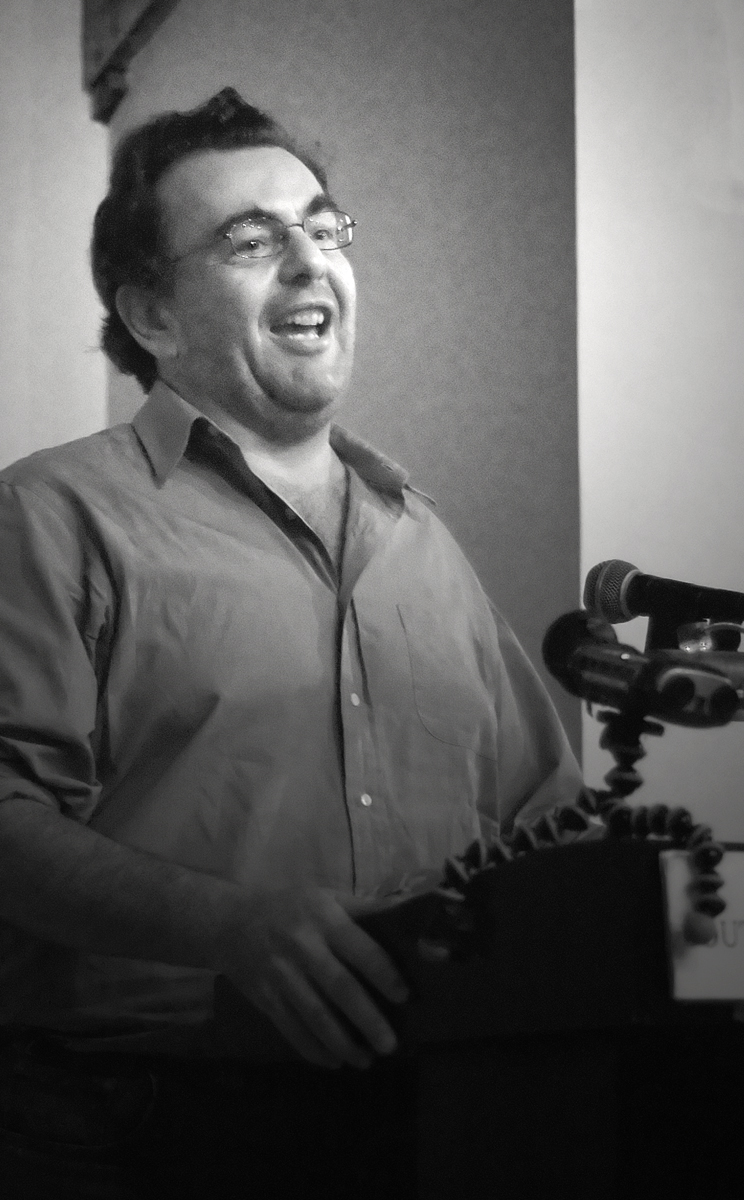
Paul Di Filippo

Paul Di Filippo (Providence, Rhode Island, 29 oktober 1954) is een Amerikaans sciencefictionschrijver en recensent.
Di Filippo is een van de schrijvers in het genre die, net als Harlan Ellison en Ray Bradbury, bekend werd om zijn korte werk. In de laatste jaren is hij zich daarnaast meer gaan toeleggen op romans. Hij won de Britse BSFA Award in 1994 voor het korte verhaal The Double Felix. Onder het pseudoniem Philip Lawson schrijft hij mystery-romans met Michael Bishop.
Hij is ook recensent voor bijna alle belangrijke SF-tijdschriften, waaronder Asimov's Science Fiction, The Magazine of Fantasy & Science Fiction, The New York Review of Science Fiction en Interzone.